# Da Søborg blev til en by
Da Søborg blev til en by er en dansk dokumentarfilm fra 1985 med manuskript af G. Malling Kiær og Erik Nilsson.

## Handling
Denne artikel mangler et handlingsreferat. Hjælp os med at skrive det.